# Amastus tristis
Amastus tristis là một loài bướm đêm thuộc phân họ Arctiinae, họ Erebidae.